# Кеніггайм
Кеніггайм (нім. Königheim) — громада в Німеччині, знаходиться в землі Баден-Вюртемберг. Підпорядковується адміністративному округу Штутгарт. Входить до складу району Майн-Таубер.
Площа — 61,23 км2. Населення становить 2977 ос. (станом на 31 грудня 2020).